# Gabriel Fauré
 Der er for få eller ingen kildehenvisninger i denne artikel, hvilket er et problem. Du kan hjælpe ved at angive troværdige kilder til de påstande, som fremføres i artiklen.

Gabriel-Urbain Fauré (født 12. maj 1845 i Pamiers, Ariège, Frankrig, død 4. november 1924 i Paris) var en fransk komponist og organist. Han underviste i komposition på konservatoriet i Paris og var konservatoriets direktør fra 1905 til 1920.
Fauré skrev musik i et bredt udvalg af genrer; hans kendteste værk er Requiem, men han skrev også det smukke berømte orkesterværk Pavane.
Han har også skrevet musik til Pelléas og Mèlisande og en Dolly Suite.

## Værkliste
|  |

- Cantique de Racine, opus 11 tilegnet César Franck
- Violinsonate nr 1 a-dur, opus 13 (1875–1876)
- Pianokvartet nr 1 c-mol, opus 15 (cirka 1877–1883)
- Berceuse, opus 16 (1879) (for violin og piano/violin og orkester)
- Romance Bb-dur, opus 28 (cirka 1877)
- Pianokvartet nr 2 g-mol, opus 45 (cirka 1885-1886)
- Requiem, opus 48
- Pavane i fis-mol, opus 50
- Dolly Suite, opus 56 (1893–1897)
- Shylock Suite, opus 57
- Andante Bb-dur, opus 75 (cirka 1878)
- Messe Basse (cirka 1880)
- Pelléas et Mélisande (suite), opus 80 (inspireret af Maurice Maeterlincks skuespil med same navn)
  - Prélude
  - Fileuse
  - Sicilienne
  - La Mort de Mélisande
- Pianokvintet nr 1 D-moll, opus 89 (cirka 1887-1906) tilegnet Eugène Ysaÿe
- Violinsonate nr 2 E-moll, opus 108 (1916)
- Masques et Bergamasques (Suite), opus 112
- Pianokvintet nr 2 C-moll, opus 115 (1921) tilegnet Paul Dukas
- Strygekvartet E-dur, opus 121 (cirka 1923)